# Liste der Biografien/Cami
Liste der Biografien |
Portal Biografien |
Personensuche
# |
A |
B |
C |
D |
E |
F |
G |
H |
I |
J |
K |
L |
M |
N |
O |
P |
Q |
R |
S |
T |
U |
V |
W |
X |
Y |
Z |
?
 
Ca |
Cb |
Cc |
Ce |
Ch |
Ci |
Cj |
Ck |
Cl |
Cm |
Cn |
Co |
Cr |
Cs |
Ct |
Cu |
Cv |
Cw |
Cy |
Cz
 
Caa–Cag |
Cah |
Cai |
Caj |
Cak |
Cal |
Cam |
Can |
Cao–Cap |
Caq |
Car |
Cas |
Cat–Caz
 
Cama |
Camb |
Camc |
Camd |
Came |
Cami |
Camk |
Caml |
Camm |
Camn |
Camo |
Camp |
Camr |
Cams |
Camt |
Camu
Die Liste der Biografien führt alle Personen auf, die in der deutschsprachigen Wikipedia einen Artikel haben. Dieses ist eine Teilliste mit 83 Einträgen von Personen, deren Namen mit den Buchstaben „Cami“ beginnt.

## Cami
- Cami, Eriona, albanische Regisseurin
- Çami, Foto (* 1925), albanischer kommunistischer Politiker
- Çami, Hamdi (1861–1927), osmanischer Offizier und türkischer Politiker albanischer Herkunft
- Cami, Pierre (1884–1958), französischer Schriftsteller und Humorist
- Cami, Tefta (* 1940), albanische kommunistische Politikerin

### Camia
- Camiade, Laurent (* 1966), französischer Geistlicher, römisch-katholischer Bischof von Cahors

### Camic
- Camicas, Michel (1933–2018), französischer Jazzmusiker (Posaune)
- Camichel Bromeis, Cornelia (* 1970), Schweizer Geistliche
- Camichel, Duri (1982–2015), Schweizer Eishockeyspieler
- Camichel, Werner (1945–2006), Schweizer Bobfahrer

### Camil
- Camilieri, Lorenzo († 1956), griechisch-amerikanischer Komponist und Chorleiter
- Camilius Validus, römischer Ritter (Kaiserzeit)
- Camill, C. (* 1865), deutsche Schriftstellerin
- Camilla (* 1947), britische Adelige, Ehefrau von König Charles III.Queen Camilla (* 1947)

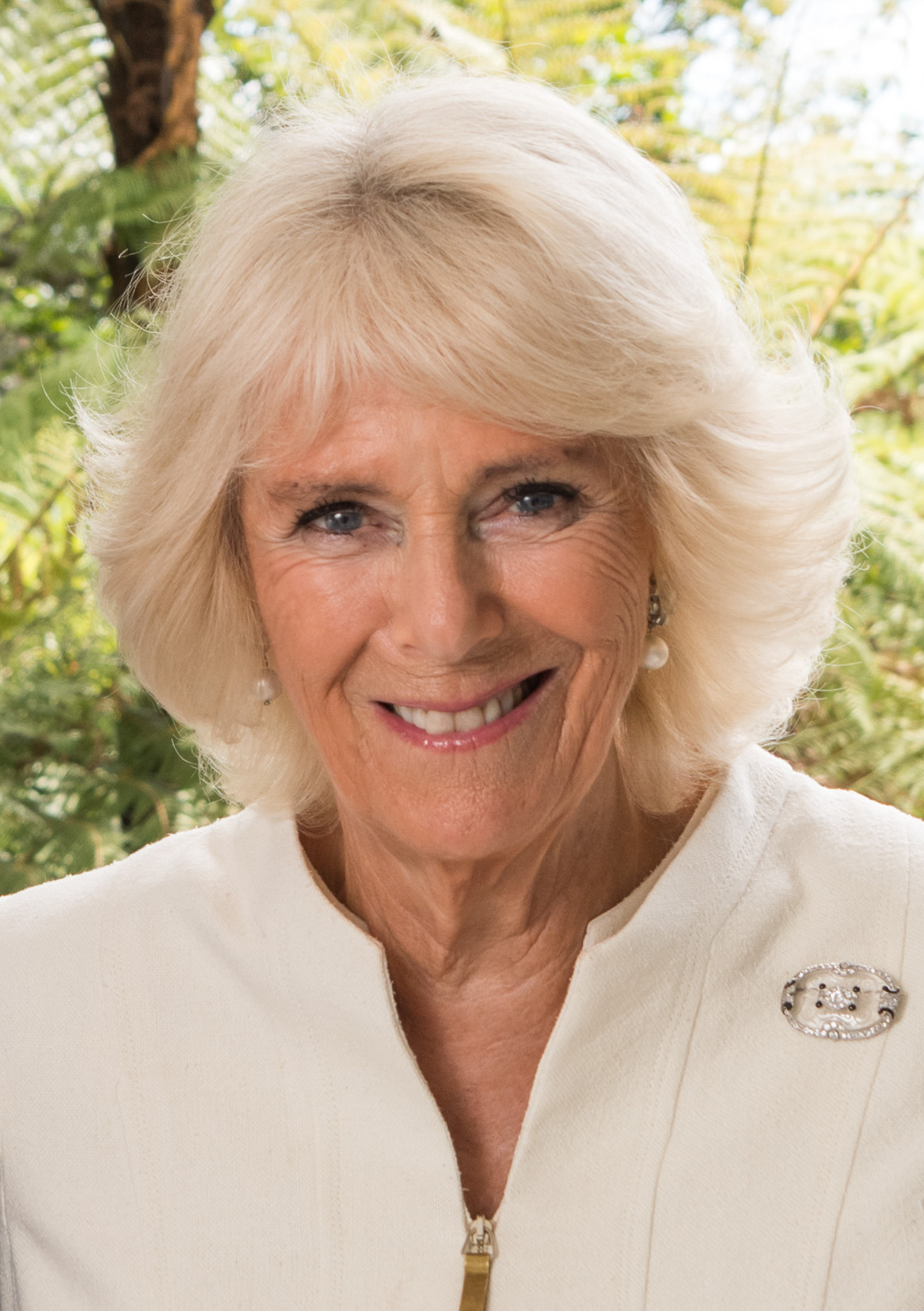
Queen Camilla (* 1947)

- Camille (* 1978), französische Sängerin
- Camille, Alisen (* 1992), seychellische Badmintonspielerin
- Camille, Bernard (* 1975), seychellischer Fußballschiedsrichter
- Camille, Camille (* 1970), estnische Geigerin
- Camille, Sharen, US-amerikanische Schauspielerin
- Camilleri Azzopardi, Roberto (1951–2023), maltesischer Ordensgeistlicher, römisch-katholischer Bischof von Comayagua
- Camilleri, Alex, US-amerikanischer Filmregisseur
- Camilleri, Andrea (1925–2019), italienischer Drehbuchautor, Theater- und Fernsehregisseur und SchriftstellerAndrea Camilleri (1925–2019)

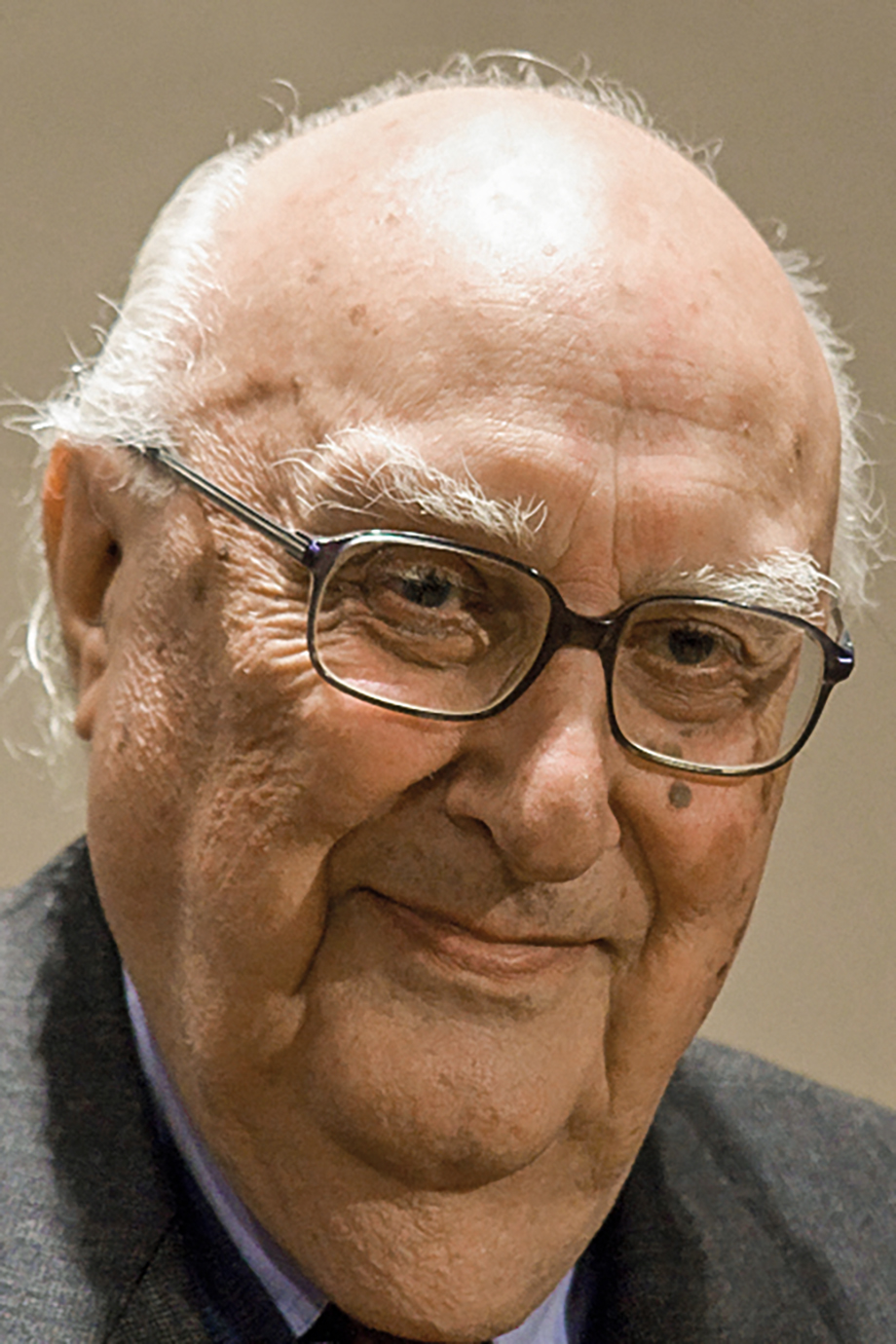
Andrea Camilleri (1925–2019)

- Camilleri, Antoine (* 1965), maltesischer Geistlicher, römisch-katholischer Erzbischof und Diplomat des Heiligen Stuhls
- Camilleri, Charles (1931–2009), maltesischer Komponist
- Camilleri, David (* 1974), maltesischer Fußballspieler
- Camilleri, Genevieve, australische Spezialeffektkünstlerin
- Camilleri, Giovanni Maria (1843–1924), maltesischer Ordensgeistlicher, Bischof von Gozo
- Camilleri, Ivan Philip (* 1969), maltesisch-kanadischer römisch-katholischer Geistlicher, Weihbischof in Toronto
- Camilleri, Joanne, maltesische Pianistin und Cembalistin
- Camilleri, Lisa (* 1983), australische Squashspielerin
- Camilleri, Louis (* 1955), US-amerikanischer Manager
- Camilleri, Luca (* 2005), maltesischer Fußballspieler
- Camilleri, Morena (* 1984), maltesische Sängerin
- Camilleri, Paul (* 1934), maltesischer Radrennfahrer
- Camilleri, Russell (1936–2023), US-amerikanischer Ringer
- Camilleri, Ryan (* 1988), maltesischer Fußballspieler
- Camilleri, Terry (* 1949), australischer Schauspieler
- Camilleri, Terry (* 1974), maltesischer Snookerschiedsrichter
- Camilli, Camillo (1703–1754), italienischer Geigenbauer
- Camilli, Eric (* 1987), französischer Rallyefahrer
- Camilli, Nicolae Iosif (1840–1915), italienischer Priester, römisch-katholischer Bischof von Jassy
- Camillius Paulus, antiker römischer Goldschmied
- Camillius Polynices, antiker römischer Goldschmied
- Camillo II. Gonzaga di Novellara (1581–1650), italienischer Adliger, Graf von Novellara und Bagnolo
- Camillo, Giulio (1480–1544), italienischer Gelehrter
- Camilloni, Inés (* 1964), argentinische Klimawissenschaftlerin
- Camillus, Marcus Furius, römischer Feldherr und Politiker
- Camilo (* 1994), kolumbianischer Latin-Pop-MusikerCamilo (* 1994)

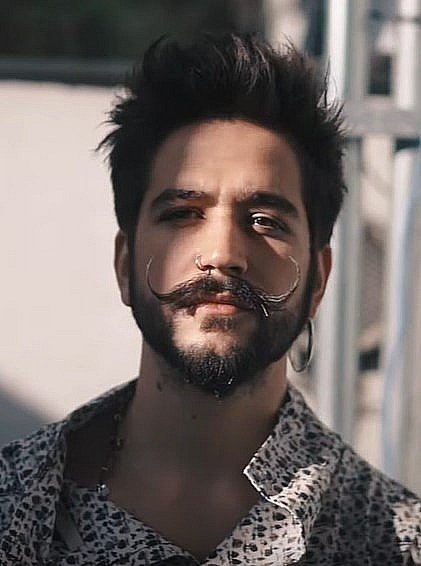
Camilo (* 1994)

- Camilo Valencia, Juan, kolumbianischer Rechtsanwalt und Diplomat
- Camilo, Guilherme (* 1982), brasilianischer Fußballschiedsrichterassistent
- Camilo, Michel (* 1954), dominikanischer Pianist und Komponist im Jazz- und Klassikgenre
- Camilo, Milton (* 1970), brasilianischer Tänzer, Choreograph und Maler
- Camilo, Tiago (* 1982), brasilianischer Judoka

### Camin
- Camin, Heinrich (1787–1848), deutscher Offizier und Gutsbesitzer
- Camin, Mathias († 1673), Stuckateur des Barock
- Camiña, Generoso (1931–2007), philippinischer Ordensgeistlicher, Bischof von Digos
- Caminada, Andreas (* 1977), Schweizer KochAndreas Caminada (* 1977)

Andreas Caminada (* 1977)

- Caminada, Christian (1876–1962), Bischof von Chur
- Caminada, Gion A. (* 1957), Schweizer Architekt
- Caminada, Josef (1937–2012), Schweizer Goldschmied und Eisenplastiker
- Caminada, Pascal (* 1986), Schweizer Eishockeytorhüter
- Caminada, Pietro (1862–1923), Schweizer Ingenieur
- Caminada, Remo, rätoromanischer Schweizer Designer
- Caminade, Alexandre-François (1783–1862), französischer Maler
- Caminal Santure, Jordina (* 2003), andorranische Skirennläuferin
- Caminata, Balthasar (1643–1725), deutscher Baumeister und Architekt
- Caminati, Marco (* 1992), italienischer Beachvolleyballspieler
- Caminero, José Luis (* 1967), spanischer Fußballspieler
- Caminetti, Anthony (1854–1923), US-amerikanischer Politiker
- Caminha, Pero Vaz de († 1500), Schreiber des Seefahrers Pedro Alvares Cabral
- Caminiti, Marcello (1913–1996), italienischer Politiker (Südtirol)
- Caminito, Augusto (1939–2020), italienischer Drehbuchautor, Filmproduzent und -regisseur
- Caminito, Giulia (* 1988), italienische Schriftstellerin
- Caminneci, Oscar (1885–1945), italienisch-deutscher Reitsportler und Schriftsteller
- Camino Saracho, José María Libório (1931–2021), spanisch-brasilianischer Geistlicher, römisch-katholischer Bischof von Presidente Prudente
- Camino, Gaia da, italienische Poetin
- Camino, Paco (1940–2024), spanischer Torero
- Caminos, Hugo (1921–2019), argentinischer Hochschullehrer für Völkerrecht, Richter am Internationalen Seegerichtshof

### Camio
- Camio, Mansa (* 1954), guineischer Musiker und Djembéfola
- Camiolo, Franco (* 2000), argentinischer Sprinter

### Camir
- Camiroaga, Felipe (1966–2011), chilenischer Fernsehmoderator, Schauspieler und Komiker

### Camis
- Camisão, Carlos de Morais (1821–1867), brasilianischer Militär
- Camisasca, Massimo (* 1946), italienischer Ordensgeistlicher, römisch-katholischer Bischof von Reggio Emilia-Guastalla